# Садок Блаженный
Садок Блаженный (Sadok; XII век — 2 февраля 1260, Костёл Святого Иакова, Свентокшиское воеводство) — блаженный Римско-Католической Церкви, член монашеского ордена доминиканцев, родом поляк.

## Биография
На соборе в Болонье в 1221 году был выбран проповедником христианства в Венгрии, где обратил в христианство много язычников. С таким же успехом действовал на землях половцев. Вернувшись на родину, был настоятелем монастыря в Сандомире, где в 1260 году  погиб с 48 товарищами мученической смертью во время второго нашествия монголов на Польшу.

## Память
Память блаженного Садока празднуется Католической церковью 2 июня.
Жизнь Садока послужила для поэта Владислава Сырокомли сюжетом прекрасной легенды, согласно которой в день своей мученической смерти во время чтения молитвы 49 монахов увидели свои имена в списке святых.

## Источник
- Tomisław Giergiel: Legenda Męczenników Dominikańskich - geneza i funkcjonowan (недоступная ссылка)  (пол.)
- Садок, блаженный // Энциклопедический словарь Брокгауза и Ефрона : в 86 т. (82 т. и 4 доп.). — СПб., 1890—1907.